# NGC 3084
NGC 3084 este o emission-line galaxy⁠(d) situată în constelația Mașina Pneumatică. A fost descoperită în 26 martie 1835 de către John Herschel. Se află la o distanță de 36,28 de megaparseci de Pământ.